# Cnephia angarensis
Cnephia angarensis är en tvåvingeart som beskrevs av Rubtsov 1956. Cnephia angarensis ingår i släktet Cnephia och familjen knott. Inga underarter finns listade i Catalogue of Life.